# Леон Білінський
Леон фон Білінський (нім. Leon Ritter von Biliński; 15 червня 1846, Заліщики, нині Тернопільської області, Україна — 14 червня 1923, Відень, Австрія) — австро-угорський і польський державний діяч, вчений-економіст. Міністр фінансів Цислейтанії в 1895—1897 і 1909—1911; загальноімперський міністр фінансів Австро-Угорщини в 1912—1915; міністр фінансів Польщі в 1919. Доктор права (1870).

## Життєпис
Леон Білінський народився 15 червня 1846 року в м. Заліщиках (Королівство Галичини та Володимирії Австрійської імперії, нині Тернопільська область, Україна). Дід — Францішек Білінський, власник маєтності Гродзисько (Grodzisko) поблизу Лежайська. Батько — Віктор Білінський, матір — дружина батька Мальвіна з баронів Бруницьких.
Навчався в народних школах у Венявці (нині — Хмелівка) і Теребовлі, потім — у Бучацькій василіянській, Станиславівській цісарсько-королівській і Тернопільській (першій) гімназіях. У 1862—1865 роках (за іншими даними, закінчив у 1868) вивчав економіку в університеті Львова (тоді Лемберга), до 1871-го став професором. Обіймав у Львівському університеті різні адміністративні посади, у 1878—1879 роках — його ректор.
У 1892—1895 очолював Державну адміністрацію Австрійських залізниць. У 1900—1907 — президент Австро-угорського банку. У 1907—1914 — член Палати депутатів Рейхсрата, від 1900 — довічний член Палати панів (Heerenhaus). У Рейстаті очолював «Польський клуб» — об'єднання депутатів, які представляли польські землі, що входили до складу імперії. Займаючи посаду міністра фінансів Цислейтанії в кабінеті Бадені, в 1896 досяг угоди з Угорщиною про розподіл доходів державного бюджету. У 1911, під час роботи в кабінеті Бінерт-Шмерлінга, вступив у конфлікт з парламентом і був змушений подати у відставку.

### Міністр фінансів Австро-Угорщини
20 лютого імператор Франц Йосиф призначив Білінського загальноімперським міністром фінансів (і одночасно, як і всі міністри фінансів з 1879, цивільним губернатором Боснії і Герцеговини). Діючи як глава цивільної адміністрації Боснії, Білінський конфліктував з військовим губернатором Оскаром Потіореком. Потіорек належав до «партії яструбів», із презирством ставився до сербів, що складали більшість населення, в той час як Білінський ставив за мету забезпечити їх лояльність до австро-угорської влади. В кінцевому підсумку цивільний губернатор не зміг перешкодити курсу Потіорека, який домігся закриття боснійського ландтагу і ліквідації сербських громадських об'єднань.
Незважаючи на свою помірковану позицію, в період Липневої кризи Білінський виступав за здійснення жорсткого тиску на Сербію. Після початку Першої світової війни пропонував свою кандидатуру в генеральні штатгальтери Галичини.

## Австро-поляк
Білінський був прихильником реалізації «австро-польського» проекту — включення до складу Австро-Угорської імперії польських земель, що входили до складу Росії і надання об'єднаній Польщі широкої автономії, аж до створення Триєдиної монархії. На початку серпня 1914 пропонував оприлюднити від імені імператора і міністра закордонних справ Берхтольда декларацію про об'єднання Королівства Галичини і Лодомерії з Польщею, створення окремого уряду і ландтагу. Пропозиція зустріла різкий протест із боку головного союзника — Німеччини, а також глави уряду Транслейтанії Іштвана Тиси; в результаті реалізовано не було. Незважаючи на провал плану Білінського, ідея «триалізму» активно дискутувалася в австрійських правлячих колах аж до закінчення війни. Відмова від пропозицій Білінського викликала розчарування в колах австро-польського дворянства: керівництво Австро-Угорщини піддавалося звинуваченнями в зайвій поступливості по відношенню до Німеччини. Помер у 1923, похований поруч з дружиною в Тепліце (Чехословаччина).

## Нагороди і відзнаки
- Командорський хрест із зіркою ордена Відродження Польщі (2 травня 1923)[3]
- Великий хрест ордена Леопольда (Австро-Угорщина)
- Командорський хрест ордена Франца Йосифа (1887, Австро-Угорщина)[4]
- Орден Залізної Корони І ступеня (Австро-Угорщина)
- Почесна відзнака Австрійського Червоного Хреста І ступеня з військовою оздобою та звільненням від такси (1916, Австро-Угорщина)[5]
- Почесне громадянство міста Ряшів (1912).

## Твори
- Studya nad podatkiem dochodowym (1870)
- Wzajemne czy akcyjne towarzystwa ubezpieczeń (1870)
- Procent a czynsz (1872)
- Wykład ekonomii społecznej (1873—1874, два томи)
- Ekonomija społeczna — jej rozwój (1874)
- O pracy kobiet ze stanowiska ekonomicznego (1874)
- O przesileniach giełdowych (1874)
- Podatek skarbowy (1875)
- Taryfa kolejowa (1875)
- System nauki skarbowej (1876)
- O istocie, rozwoju i obecnym stanie socjalizmu (1883)
- Wspomnienia i dokumenty (1924—1925, два томи)